# アドリアン・ゴムボッチ
アドリアン・ゴムボッチ（Adrian Gomboc 1995年1月20日- ）はスロベニアのムルスカ・ソボタ出身の柔道選手。階級は66kg級。身長170cm。

## 人物
2011年のヨーロッパユースオリンピックフェスティバル60kg級で2位になった。2013年には地元のスロベニアで開催された世界ジュニアの66kg級で3位に入った。2016年のヨーロッパ選手権では5位だったが、グランプリ・ブダペストで優勝した。リオデジャネイロオリンピックでは準決勝でイタリアのファビオ・バシレに指導2で敗れると、3位決定戦でもウズベキスタンのリショド・ソビロフに送襟絞で敗れて5位にとどまった。2017年のヨーロッパ選手権では2位だったが、2018年のヨーロッパ選手権では優勝を飾った。2021年7月に日本武道館で開催された東京オリンピックでは準々決勝で韓国のアン・バウルに敗れて7位だった。

## 主な戦績
- 2011年 - ヨーロッパユースオリンピックフェスティバル　2位　60kg級
- 2013年 - 世界ジュニア　3位
- 2014年 - グランプリ・ザグレブ　3位
- 2015年 - アジアオープン・台北　優勝
- 2016年 - アジアオープン・チュニス　優勝
- 2016年 - ヨーロッパ選手権　5位
- 2016年 - グランプリ・ブダペスト　優勝
- 2016年 - リオデジャネイロオリンピック　5位
- 2017年 - ヨーロッパ選手権　2位
- 2018年 - グランプリ・アガディール　優勝
- 2018年 - ヨーロッパ選手権　優勝
- 2019年 - ワールドマスターズ　5位
- 2021年 - 東京オリンピック　7位

(出典)。